# José López Portillo
José López Portillo y Pacheco (Mexico-Stad, 16 juni 1920 – aldaar, 17 februari 2004) was een Mexicaans politicus. Hij was president van Mexico van 1976 tot 1982. López Portillo was de laatste Mexicaanse president die het economisch nationalisme vertegenwoordigde; zijn populistische economische beleid leidde tot een gigantische economische crisis in 1982. López Portillo's regering werd gekenmerkt door een torenhoge corruptie, nepotisme en machtsmisbruik, hoewel ook de eerste politieke hervormingen werden doorgevoerd die Mexico's politieke systeem moesten openen. López Portillo's erfenis blijft vandaag de dag nog steeds omstreden.

## Vroege jaren
López Portillo werd geboren in een vooraanstaande familie uit Guadalajara. Zijn vader José López Portillo y Weber was een bekend historicus en ingenieur. Hij studeerde rechten aan de Nationale Autonome Universiteit van Mexico (UNAM) en in Chili. Hij sloot zich in aan 1959 bij de Institutioneel Revolutionaire Partij (PRI). In tegenstelling tot zijn jeugdvriend Luis Echeverría ging hij niet direct de politiek, maar werd hij hoogleraar rechtsgeleerdheid. In 1973 werd hij aangesteld als minister van financiën onder Luis Echeverría.

## Verkiezing
Hij werd door Echverría aangewezen als kandidaat voor de presidentsverkiezingen van 1976. Aangezien beiden persoonlijke vrienden waren en López Portillo nog weinig politieke ervaring had, zagen velen dit als een manier voor Echeverría om na zijn aftreden (de president mag in Mexico maar één termijn dienen) nog de macht in handen te houden.
De monopoliepositie van de PRI was zo sterk, dat oppositiepartijen besloten de verkiezing te boycotten. López Portillo wist daardoor de verkiezingen met 100% van de stemmen te winnen. Tussen zijn 'verkiezing' op 4 juli en zijn aantreden op 1 december kwam hij vrijwel nooit in het openbaar, wat geruchten voedde over een staatsgreep. Die geruchten werden echter niet bewaarheid. Wel was bij zijn aantreden na een devaluatie van de Mexicaanse peso het land in een economische crisis geraakt.

## Presidentiële termijn
López Portillo beloofde minder demagogie en te strijden tegen corruptie en voor een morele regeneratie, maar daar kwam weinig van terecht. Hij benoemde zijn zoon minister van budget en zijn minnares Rosa Luz Alegría minister van toerisme. Zijn zuster benoemde hij tot hoofd van de overheidsorganisatie die over radio, televisie en bioscoop ging. Zij was niet tevreden met de inhoud van de Mexicaanse films en voerde forse bezuinigingen door, waardoor veel regisseurs op straat kwamen te staan. Onder zijn regering bereikte de corruptie nieuwe hoogten, met als beruchtste exponent Arturo Durazo, politiechef van Mexico-Stad.
Er waren in 1974 grote aardolievelden ontdekt onder de Golf van Campeche. Een jaar eerder hadden de Arabische landen een olie-embargo ingesteld, dus de olieprijzen waren erg hoog. Tijdens de olieboom van 1977-1981 was de Mexicaanse olieproductie verdriedubbeld, en de olieinkomsten vertwaalfvoudigd. López Portillo stond onder grote druk de productie nog meer op te voeren, maar hij besloot dat niet te doen omdat hij vond dat een geleidelijke groei van de Mexicaanse economie beter was, en wilde bovendien nog olie achter de hand hebben voor latere generaties. De olieopbrengsten lieten de Mexicaanse economie en werkgelegenheid sneller groeien dan ooit, maar tegelijkertijd ging Mexico onder López Portillo gebukt onder hoge, devaluatie van de peso en hyperinflatie. Ervan uitgaande dat Mexico vanwege de olie-inkomsten binnen korte tijd rijk zou zijn begon hij op grote schaal te lenen. Dit bleek een bijzonder zware misrekening toen de olieprijzen ineen stortte, en Mexico met torenhoge schulden kwam te zitten. In mei 1981 zette de crisis in. De buitenlandse schulden stegen tot 84 miljard dollar. Als noodmaatregel nationaliseerde López Portillo de banken. Hij presenteerde dit als een patriottische maatregel tegen de banken die niets deden dan Mexico 'plunderen', maar in feite was het een populistische daad om zijn imago nog enigszins te redden.
Uit een rapport van de Verfassungsschutz, de Duitse inlichtingendienst, bleek dat de regering-López Portillo nauwe banden onderhield met de omstreden Scientologykerk. Verschillende prominenten, waaronder López Portillo's dochter en zijn secretaris, zouden leden van de kerk zijn geweest en op de luchthaven van Mexico-Stad werden dianetica gepromoot. Ook omstreden was López Portillo's vriendschap met de Amerikaanse econoom en auteur van samenzweringstheorieën Lyndon LaRouche. LaRouche heeft later verklaard dat López Portillo stopzetten van de schuldbetalingen en het privatiseren van banken op zijn advies heeft uitgevoerd.
Op het internationale toneel voerde López Portillo een gematigde versie van Echeverría's beleid door. Hij nam het op voor de Sandinisten in Nicaragua en de guerrillabewegingen in El Salvador en bood toevlucht aan politieke vluchtelingen uit de militaire dictaturen in Zuid-Amerika. Tegelijkertijd vervolgde hij binnenlandse dissidenten; bij de 'vuile oorlog' kwamen enkele honderden tegenstanders om het leven.

## Opvolging en nalatenschap
In 1981 wees López Portillo zijn minister Miguel de la Madrid aan als presidentskandidaat voor de verkiezingen van 1982. De la Madrid won deze met 71,0% van de stemmen tegen 25,7% voor Pablo Emilio Madero van de Nationale Actiepartij (PAN). Dit was een ruime marge, hoewel het het slechtste resultaat ooit was voor een PRI-kandidaat.
López Portillo was de laatste president van de PRI die het economische nationalisme aanhing. Alle volgende presidenten steunden de vrijemarkteconomie. Zijn termijn wordt vrij algemeen als een mislukking gezien en als veroorzaker van een economische ramp.
Na zijn termijn trok hij zich terug uit het openbare leven. Vanwege zijn impopulariteit verbleef hij voor lange tijd in het buitenland. In 1995 trouwde hij met zijn voormalige minnares Sasha Montenegro, nadat hij eerst was gescheiden van zijn eerste vrouw Carmen Romero. In 2004 overleed hij aan een longontsteking.